# Iford (East Sussex)
Iford – wieś w Anglii, w hrabstwie East Sussex, w dystrykcie Lewes. Leży 74 km na południe od Londynu. W 2007 miejscowość liczyła 205 mieszkańców.